# Tamara Smbatian
Tamara Arpiariwna Smbatian, ukr. Тамара Арпіарівна Смбатян (ur. 19 marca 1995 w Iwano-Frankiwsku) – ukraińska piłkarka ręczna, rozgrywająca, od 2017 zawodniczka AZS-u Koszalin.
W latach 2010–2015 występowała w Hałyczance Lwów, z którą w sezonie 2014/2015 zdobyła mistrzostwo Ukrainy, zaś w sezonie 2013/2014 została wybrana najlepszą zawodniczką ukraińskiej ekstraklasy. W barwach lwowskiej drużyny występowała także w Challenge Cup – zadebiutowała w tych rozgrywkach w sezonie 2010/2011, w którym rzuciła pięć goli. W sezonach 2013/2014 i 2014/2015 wraz ze swoim zespołem dotarła w nich do półfinału, zdobywając kolejno 28 i 16 bramek. W latach 2015–2017 był zawodniczką Olimpii-Beskid Nowy Sącz. W sezonie 2016/2017, w którym rzuciła 130 goli, zajęła 14. miejsce w klasyfikacji najlepszych strzelczyń Superligi. W 2017 przeszła do AZS-u Koszalin.
Z reprezentacją Ukrainy seniorek wystąpiła w 2014 w mistrzostwach Europy w Chorwacji i na Węgrzech, w których zdobyła trzy bramki w dwóch meczach.

## Sukcesy
Hałyczanka Lwów
- Mistrzostwo Ukrainy: 2014/2015

Indywidualne
- Najlepsza zawodniczka ukraińskiej ekstraklasy w sezonie 2013/2014 (Hałyczanka Lwów)[1]